# Медісон (Коннектикут)
Медісон (англ. Madison) — місто (англ. town) в США, в окрузі Нью-Гейвен штату Коннектикут. Населення — 17 691 особа (2020).
Веде свою історію з поселень заснованих близько 1641 року, до 1826 року називався East Guilford.

## Демографія

### Перепис 2010
Згідно з переписом 2010 року, у місті мешкало 18 269 осіб у 6971 домогосподарстві у складі 5194 родин. Було 8049 помешкань
Расовий склад населення:
| - 95,3 % — білих - 2,2 % — азіатів - 0,6 % — чорних або афроамериканців - 0,1 % — корінних американців |

До двох чи більше рас належало 1,2 %. Частка іспаномовних становила 2,1 % від усіх жителів.
За віковим діапазоном населення розподілялося таким чином: 26,2 % — особи молодші 18 років, 55,6 % — особи у віці 18—64 років, 18,2 % — особи у віці 65 років та старші. Медіана віку мешканця становила 46,6 року. На 100 осіб жіночої статі у місті припадало 94,3 чоловіків; на 100 жінок у віці від 18 років та старших — 90,6 чоловіків також старших 18 років.
Середній дохід на одне домашнє господарство становив 142 059 доларів США (медіана — 108 167), а середній дохід на одну сім'ю — 164 086 доларів (медіана — 130 300). Медіана доходів становила 103 268 доларів для чоловіків та 61 838 доларів для жінок. За межею бідності перебувало 2,9 % осіб, у тому числі 1,2 % дітей у віці до 18 років та 4,5 % осіб у віці 65 років та старших.
Цивільне працевлаштоване населення становило 8373 особи. Основні галузі зайнятості: освіта, охорона здоров'я та соціальна допомога — 33,4 %, науковці, спеціалісти, менеджери — 11,3 %, виробництво — 10,6 %.

### Перепис 2000
За даними перепису 2000 року населення становило 17 858 осіб, у місті проживало 5120 сімей, знаходилося 6515 домашніх господарств і 7386 будов з щільністю забудови 78,8 будови на км². Густота населення 493,3 людини на км². Расовий склад населення: білі — 96,62 %, афроамериканці — 0,40 %, корінні американці (індіанці) — 0,06 %, азіати — 1,71 %, гавайці — 0,25 %, представники інших рас — 0,25 %, представники двох або більше рас — 0,94 %. Іспаномовні становили 1,34 % населення.
У 2000 року середній дохід на домашнє господарство становив $87 497 USD, середній дохід на сім'ю $101 297 USD. Чоловіки мали середній дохід $73 525 USD, жінки $41 058 USD. Середній дохід на душу населення становив $40 537 USD. Близько 0,9 % сімей та 1,3 % населення перебувають за межею бідності, включаючи 0,5 % молоді (до 18 років) і 2,4 % престарілих (старше 65 років).

## Відомі особистості
- Томас Чіттенден
- Джеймс «Джим» Калхун
- Бред Андерсон